# Liste des villes de Belgique
En Belgique, une ville est une commune portant un titre honorifique décerné par arrêté royal (acte exécutif) ou loi (acte législatif) ou, depuis le transfert de compétences des matières communales vers les régions, par voie de décret (acte législatif).

## Histoire
Au Moyen Âge, les villes avaient des privilèges définis sur les villages environnants. Avec le renforcement du droit communal par le seigneur local, elles pouvaient par exemple organiser des foires annuelles, lever des droits de péages ou construire des fortifications. Sous l'occupation française de la Belgique, les privilèges ont été retirés et remplacés par un titre honorifique de ville. Cela fut imposé par le décret de la Convention nationale du 2 brumaire de l'an II (23 octobre 1793). Un certain nombre de communes perdirent également leur titre de ville.
Durant la période où la Belgique faisait partie du royaume uni des Pays-Bas, certaines communes récupérèrent leur titre de ville. Le 30 mai 1825, un arrêté royal parut et incluait la liste des communes qui portaient à ce moment-là le titre de ville. Cette liste ne connut pas de changement pendant plus de 150 ans.
Après la fusion des communes de 1977, certaines communes eurent l'occasion de demander le titre de ville sur la base de données historiques (les villes qui eurent ce titre avant l'occupation française ou celles qui eurent un rôle important au Moyen Âge) ou sur la base de la fonction de centre urbain qu'elles remplissent aujourd'hui. Un nombre important de localités profitèrent de cette occasion entre 1982 et 2000 et reçurent le titre de ville par arrêté royal.

## Liste
Cette liste des villes belges comprend les communes ayant légalement le statut de ville. Il y a 137 communes qui ont ce statut.
Pour une liste des communes, voir l'article liste des communes de Belgique, muni des chiffres de population le 1er janvier 2025.
| A - B - C - D - E - F - G - H - I - J - K - L - M - N - O - P - Q - R - S - T - U - V - W - X - Y - Z |

| Ville                                   | Arrondissement         | Province                        | Habitants de la commune (2025) | Année de l'acte | Charte communale |
| --------------------------------------- | ---------------------- | ------------------------------- | ------------------------------ | --------------- | ---------------- |
| Aerschot (Aarschot)                     | Louvain (Leuven)       | Province du Brabant flamand     | 31 495                         | 1825            | 1194             |
| Alost (Aalst)                           | Alost (Aalst)          | Province de Flandre-Orientale   | 92 066                         | 1825            | 1174             |
| Andenne                                 | Namur                  | Province de Namur               | 28 226                         | 1825            |                  |
| Ans                                     | Liège                  | Province de Liège               | 29 099                         | 2021            |                  |
| Antoing                                 | Tournai                | Province de Hainaut             | 7 533                          | 1825            | 1817 (titre)     |
| Anvers (Antwerpen)                      | Anvers (Antwerpen)     | Province d'Anvers               | 560 824                        | 1825            | 1221             |
| Arlon                                   | Arlon                  | Province de Luxembourg          | 31 189                         | 1825            |                  |
| Ath                                     | Ath                    | Province de Hainaut             | 30 120                         | 1825            | 1166             |
| Aubange                                 | Arlon                  | Province de Luxembourg          | 17 772                         | 2018            |                  |
| Audenarde (Oudenaarde)                  | Audenarde (Oudenaarde) | Province de Flandre-Orientale   | 32 925                         | 1825            | 1189             |
| Bastogne                                | Bastogne               | Province de Luxembourg          | 20 929                         | 1825            | 1332             |
| Beaumont                                | Thuin                  | Province de Hainaut             | 7 092                          | 1825            |                  |
| Beauraing                               | Dinant                 | Province de Namur               | 9 469                          | 1985            |                  |
| Beringen                                | Hasselt                | Province de Limbourg            | 48 744                         | 1985            | 1239             |
| Bilzen                                  | Tongres (Tongeren)     | Province de Limbourg            | 43 046                         | 1985            | 1386             |
| Binche                                  | Thuin                  | Province de Hainaut             | 33 786                         | 1825            |                  |
| Blankenberghe (Blankenberge)            | Bruges (Brugge)        | Province de Flandre-Occidentale | 20 641                         | 1985            |                  |
| Bouillon                                | Neufchâteau            | Province de Luxembourg          | 5 347                          | 1825            |                  |
| Braine-le-Comte                         | Soignies               | Province de Hainaut             | 23 596                         | 1825            |                  |
| Brée (Bree)                             | Maaseik                | Province de Limbourg            | 17 199                         | 1985            | 1386             |
| Bruges (Brugge)                         | Bruges (Brugge)        | Province de Flandre-Occidentale | 120 203                        | 1825            | 1128             |
| Bruxelles (Brussel)                     | Bruxelles-Capitale     |                                 | 197 129                        | 1825            | 1229             |
| Charleroi                               | Charleroi              | Province de Hainaut             | 205 536                        | 1825            |                  |
| Châtelet                                | Charleroi              | Province de Hainaut             | 35 960                         | 1825            |                  |
| Chièvres                                | Ath                    | Province de Hainaut             | 7 138                          | 1825            |                  |
| Chimay                                  | Thuin                  | Province de Hainaut             | 9 663                          | 1825            |                  |
| Chiny                                   | Virton                 | Province de Luxembourg          | 5 265                          | 1825            |                  |
| Ciney                                   | Dinant                 | Province de Namur               | 17 187                         | 1985            |                  |
| Comines-Warneton                        | Mouscron               | Province de Hainaut             | 18 294                         | 1825 (Warneton) |                  |
| Courtrai (Kortrijk)                     | Courtrai               | Province de Flandre-Occidentale | 80 737                         | 1825            | 1127             |
| Couvin                                  | Philippeville          | Province de Namur               | 13 906                         | 1985            |                  |
| Damme                                   | Bruges                 | Province de Flandre-Occidentale | 11 272                         | 1985            | 1180             |
| Deinze                                  | Gand                   | Province de Flandre-Orientale   | 46 022                         | 1825            | 1241             |
| Diest                                   | Louvain                | Province du Brabant flamand     | 25 134                         | 1825            | 1229             |
| Dilsen-Stokkem                          | Maaseik                | Province de Limbourg            | 21 476                         | 1987            | 1244 (Stokkem)   |
| Dinant                                  | Dinant                 | Province de Namur               | 13 253                         | 1825            |                  |
| Dixmude (Diksmuide)                     | Dixmude                | Province de Flandre-Occidentale | 17 324                         | 1825            | XIIe s.          |
| Durbuy                                  | Marche-en-Famenne      | Province de Luxembourg          | 11 507                         | 1825            | 1331             |
| Eeklo                                   | Eeklo                  | Province de Flandre-Orientale   | 22 715                         | 1825            | 1240             |
| Enghien                                 | Soignies               | Province de Hainaut             | 14 564                         | 1825            |                  |
| Eupen                                   | Verviers               | Province de Liège               | 20 032                         | 1808            | 1808 (titre)     |
| Fleurus                                 | Charleroi              | Province de Hainaut             | 22 905                         | 1982            |                  |
| Florenville                             | Virton                 | Province de Luxembourg          | 5 700                          | 1997            |                  |
| Fontaine-l'Évêque                       | Charleroi              | Province de Hainaut             | 17 957                         | 1825            |                  |
| Fosses-la-Ville                         | Namur                  | Province de Namur               | 10 436                         | 1825            |                  |
| Furnes (Veurne)                         | Furnes                 | Province de Flandre-Occidentale | 12 564                         | 1825            |                  |
| Gand (Gent)                             | Gand                   | Province de Flandre-Orientale   | 272 184                        | 1825            | 1178             |
| Geel                                    | Turnhout               | Province d'Anvers               | 42 385                         | 1985            |                  |
| Gembloux                                | Namur                  | Province de Namur               | 26 555                         | 1985            |                  |
| Genappe                                 | Nivelles               | Province du Brabant wallon      | 16 136                         | 1985            | 1302             |
| Genk                                    | Hasselt                | Province de Limbourg            | 68 038                         | 1999            |                  |
| Gistel                                  | Ostende                | Province de Flandre-Occidentale | 12 107                         | 1985            | XIIIe s.         |
| Grammont (Geraardsbergen)               | Alost                  | Province de Flandre-Orientale   | 35 198                         | 1825            | 1068             |
| Hal (Halle)                             | Hal-Vilvorde           | Province du Brabant flamand     | 42 874                         | 1825            | 1225             |
| Halen                                   | Hasselt                | Province de Limbourg            | 9 488                          | 1985            | 1206             |
| Hamont-Achel                            | Maaseik                | Province de Limbourg            | 14 555                         | 1985            | XIVe s. (Hamont) |
| Hannut                                  | Waremme                | Province de Liège               | 17 197                         | 1985            |                  |
| Harelbeke                               | Courtrai               | Province de Flandre-Occidentale | 30 289                         | 1985            | 1153             |
| Hasselt                                 | Hasselt                | Province de Limbourg            | 90 187                         | 1825            | 1236             |
| Herck-la-Ville (Herk-de-Stad)           | Hasselt                | Province de Limbourg            | 12 922                         | 1985            | 1386             |
| Herentals                               | Turnhout               | Province d'Anvers               | 28 987                         | 1985            | 1209             |
| Herstal                                 | Liège                  | Province de Liège               | 40 749                         | 2009            |                  |
| Herve                                   | Verviers               | Province de Liège               | 17 780                         | 1825            | 1276             |
| Hoogstraten                             | Turnhout               | Province d'Anvers               | 22 366                         | 1985            | 1210             |
| Houffalize                              | Bastogne               | Province de Luxembourg          | 5 329                          | 1825            |                  |
| Huy                                     | Huy                    | Province de Liège               | 21 838                         | 1825            | 1066             |
| Iseghem (Izegem)                        | Roulers (Roeselare)    | Province de Flandre-Occidentale | 29 384                         | 1825            | 1817 (titre)     |
| Jodoigne                                | Nivelles               | Province du Brabant wallon      | 14 902                         | 1985            |                  |
| La Louvière                             | Soignies               | Province de Hainaut             | 81 515                         | 1985            |                  |
| La Roche-en-Ardenne                     | Marche-en-Famenne      | Province de Luxembourg          | 4 067                          | 1825            | 1331             |
| Landen                                  | Louvain                | Province du Brabant flamand     | 16 377                         | 1985            | 1211             |
| Léau (Zoutleeuw)                        | Louvain                | Province du Brabant flamand     | 8 762                          | 1985            | 1107             |
| Le Rœulx                                | Soignies               | Province de Hainaut             | 8 703                          | 1825            |                  |
| Lessines                                | Ath                    | Province de Hainaut             | 18 848                         | 1825            |                  |
| Leuze-en-Hainaut                        | Tournai                | Province de Hainaut             | 14 195                         | 1825            |                  |
| Liège                                   | Liège                  | Province de Liège               | 197 137                        | 1825            |                  |
| Lierre (Lier)                           | Malines                | Province d'Anvers               | 38 503                         | 1825            | 1212             |
| Limbourg                                | Verviers               | Province de Liège               | 5 685                          | 1825            |                  |
| Lokeren                                 | Saint-Nicolas          | Province de Flandre-Orientale   | 50 567                         | 1825            | 1804 (titre)     |
| Lommel                                  | Maaseik                | Province de Limbourg            | 35 170                         | 1990            |                  |
| Looz (Borgloon)                         | Tongres                | Province de Limbourg            | 43 956                         | 1985            | environ 1200     |
| Lo-Reninge                              | Dixmude                | Province de Flandre-Occidentale | 3 183                          | 1985            |                  |
| Louvain (Leuven)                        | Louvain                | Province du Brabant flamand     | 104 812                        | 1825            | 1211             |
| Maaseik                                 | Maaseik                | Province de Limbourg            | 25 812                         | 1825            | 1244             |
| Malines (Mechelen)                      | Malines                | Province d'Anvers               | 89 518                         | 1825            | 1301             |
| Malmedy                                 | Verviers               | Province de Liège               | 12 987                         | Historique      |                  |
| Marche-en-Famenne                       | Marche-en-Famenne      | Province de Luxembourg          | 17 946                         | 1825            |                  |
| Menin (Menen)                           | Courtrai               | Province de Flandre-Occidentale | 34 570                         | 1825            |                  |
| Messines (Mesen)                        | Ypres (Ieper)          | Province de Flandre-Occidentale | 1 065                          | 1985            |                  |
| Mons (Bergen)                           | Mons                   | Province de Hainaut             | 96 685                         | 1825            |                  |
| Montaigu-Zichem (Scherpenheuvel-Zichem) | Louvain                | Province du Brabant flamand     | 24 168                         | 1985            | 1605             |
| Mortsel                                 | Anvers                 | Province d'Anvers               | 26 722                         | 1999            |                  |
| Mouscron                                | Mouscron               | Province de Hainaut             | 60 274                         | 1986            |                  |
| Namur                                   | Namur                  | Province de Namur               | 114 886                        | 1825            |                  |
| Neufchâteau                             | Neufchâteau            | Province de Luxembourg          | 8 349                          | 1825            |                  |
| Nieuport (Nieuwpoort)                   | Furnes (Veurne)        | Province de Flandre-Occidentale | 11 398                         | 1825            |                  |
| Ninove                                  | Alost                  | Province de Flandre-Orientale   | 40 580                         | 1825            | XIIe s.          |
| Nivelles (Nijvel)                       | Nivelles               | Province du Brabant wallon      | 29 385                         | 1825            |                  |
| Ostende (Oostende)                      | Ostende                | Province de Flandre-Occidentale | 72 729                         | 1825            | 1267             |
| Ottignies-Louvain-la-Neuve              | Nivelles               | Province du Brabant wallon      | 31 725                         | 1982            |                  |
| Audembourg (Oudenburg)                  | Ostende                | Province de Flandre-Occidentale | 10 224                         | 1985            |                  |
| Peer                                    | Maaseik                | Province de Limbourg            | 16 682                         | 1985            |                  |
| Péruwelz                                | Tournai                | Province de Hainaut             | 17 348                         | 1825            |                  |
| Philippeville                           | Philippeville          | Province de Namur               | 9 580                          | 1825            |                  |
| Poperinge                               | Ypres                  | Province de Flandre-Occidentale | 19 962                         | 1825            | 1147             |
| Renaix (Ronse)                          | Audenarde              | Province de Flandre-Orientale   | 27 544                         | 1825            |                  |
| Rochefort                               | Dinant                 | Province de Namur               | 12 769                         | 1985            |                  |
| Roulers (Roeselare)                     | Roulers                | Province de Flandre-Occidentale | 66 819                         | 1825            | 1250             |
| Saint-Ghislain                          | Mons                   | Province de Hainaut             | 23 753                         | 1825            |                  |
| Saint-Hubert                            | Neufchâteau            | Province de Luxembourg          | 5 688                          | 1825            |                  |
| Saint-Nicolas (Sint-Niklaas)            | Saint-Nicolas          | Province de Flandre-Orientale   | 82 585                         | 1825            |                  |
| Saint-Trond (Sint-Truiden)              | Hasselt                | Province de Limbourg            | 41 722                         | 1825            | XIe s.           |
| Sambreville                             | Namur                  | Province de Namur               | 28 630                         | 2024            |                  |
| Seraing                                 | Liège                  | Province de Liège               | 64 526                         | 1999            |                  |
| Soignies                                | Soignies               | Province de Hainaut             | 29 248                         | 1825            | 1141,            |
| Spa                                     | Verviers               | Province de Liège               | 9 795                          | 2018            |                  |
| Stavelot                                | Verviers               | Province de Liège               | 7 272                          | 1825            |                  |
| Termonde (Dendermonde)                  | Termonde               | Province de Flandre-Orientale   | 47 532                         | 1825            | 1233             |
| Thourout (Torhout)                      | Bruges                 | Province de Flandre-Occidentale | 21 118                         | 1825            |                  |
| Thuin                                   | Thuin                  | Province de Hainaut             | 14 861                         | 1825            |                  |
| Tielt                                   | Tielt                  | Province de Flandre-Occidentale | 31 887                         | 1825            |                  |
| Tirlemont (Tienen)                      | Louvain                | Province du Brabant flamand     | 36 865                         | 1825            |                  |
| Tongres (Tongeren)                      | Tongres                | Province de Limbourg            | 43 956                         | 1825            |                  |
| Tournai (Doornik)                       | Tournai                | Province de Hainaut             | 68 910                         | 1825            | 1188             |
| Tubize                                  | Nivelles               | Province du Brabant wallon      | 28 716                         | 2017            |                  |
| Turnhout                                | Turnhout               | Province d'Anvers               | 47 896                         | 1825            | 1212             |
| Verviers                                | Verviers               | Province de Liège               | 56 014                         | 1825            |                  |
| Vilvorde (Vilvoorde)                    | Hal-Vilvorde           | Province du Brabant flamand     | 48 020                         | 1985            | 1192             |
| Virton                                  | Virton                 | Province de Luxembourg          | 11 472                         | 1825            |                  |
| Visé                                    | Liège                  | Province de Liège               | 18 093                         | 1825            |                  |
| Walcourt                                | Philippeville          | Province de Namur               | 18 355                         | 1985            |                  |
| Waregem                                 | Courtrai               | Province de Flandre-Occidentale | 40 424                         | 1999            |                  |
| Waremme                                 | Waremme                | Province de Liège               | 15 364                         | 1985            |                  |
| Wavre                                   | Nivelles               | Province du Brabant wallon      | 35 564                         | 1825            | 1222             |
| Wervicq (Wervik)                        | Ypres                  | Province de Flandre-Occidentale | 19 200                         | 1825            |                  |
| Ypres (Ieper)                           | Ypres                  | Province de Flandre-Occidentale | 35 573                         | 1825            | 1174             |
| Zottegem                                | Alost                  | Province de Flandre-Orientale   | 28 213                         | 1985            |                  |